# Exploitation aurifère au Ghana

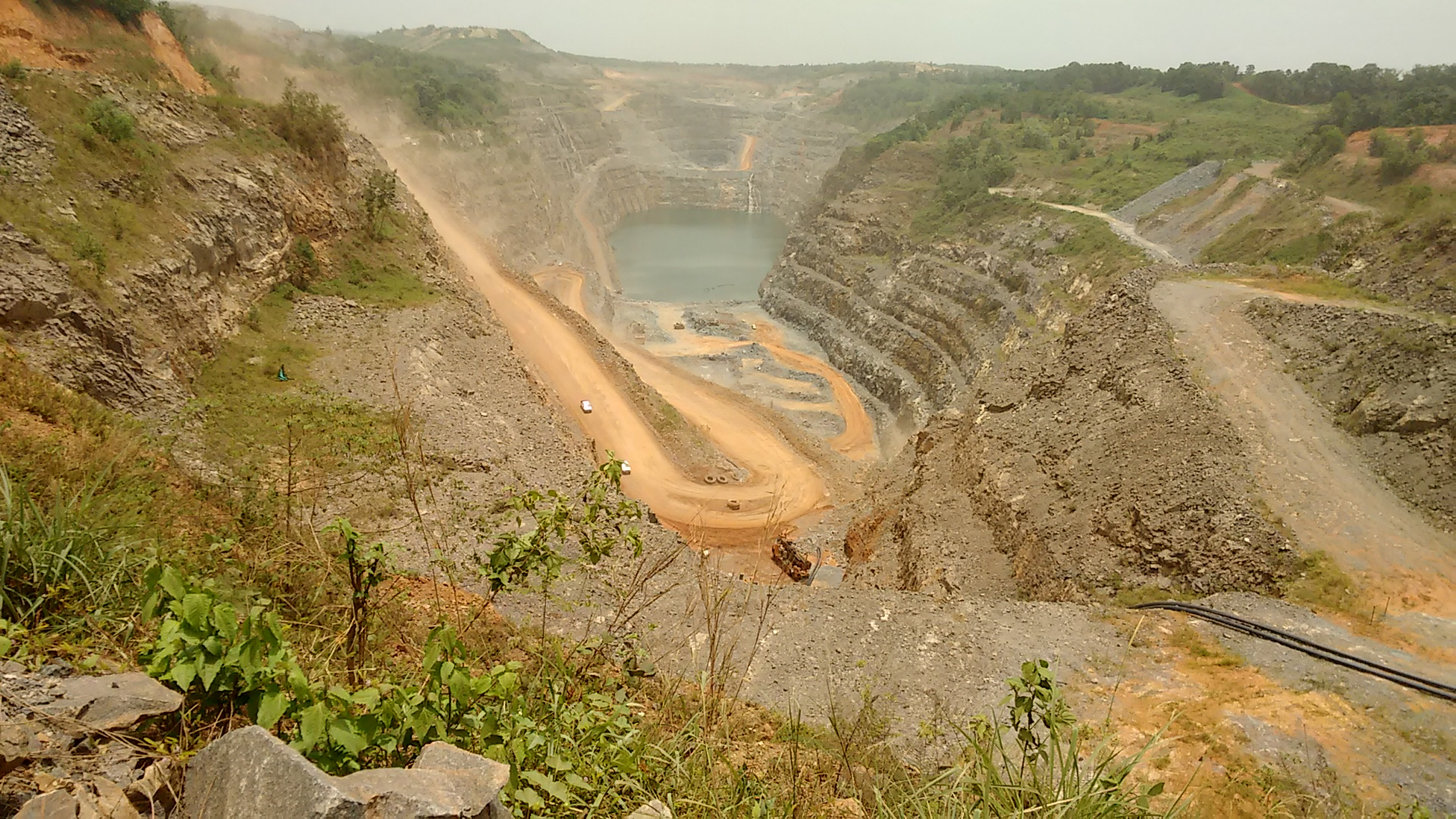
La.

L'exploitation de l'or au Ghana date de la fin du XIXe siècle ; le Ghana est alors appelé Côte-de-l'Or. L'extraction aurifère acquiert au début du XXIe siècle une grande importance économique. À partir de 2018, le Ghana devient même le premier producteur d'or africain, devant l'Afrique du Sud. Le secteur aurifère constitue environ un million d'emplois au Ghana et fait vivre près de cinq millions de personnes.
L'orpaillage illégal constitue une part notable de l'exploitation, toutefois en recul au cours des années 2010. Malgré une règlementation très contraignante et des interventions musclées des forces de police et de l'armée, les sites clandestins restent nombreux, posant des problèmes de ressources fiscales et de pollution des cours d'eau aux métaux lourds. En 2021 et 2022, le président ghanéen Nana Akufo-Addo lance une série de mesures visant à régulariser l'exploitation de l'or.

## Implantation géographique
Les mines d'or sont essentiellement localisée dans les régions Occidentale et Ashanti.

## Histoire et rôle économique
Dès 2007, le Ghana est le deuxième exportateur d'or du continent, avec un total annuel d'environ 75 tonnes.
En 2018, le Ghana devient pour la première fois, avec une production de 4,8 millions d'onces, soit 130,5 tonnes, le premier producteur d'or du continent africain, devant l'Afrique du Sud qui en extrait 4,2 durant cette année, et le septième mondial. En 2021, l'or représente 93,3 % du chiffre d'affaires du secteur minier ghanéen. En 2019, la production baisse de 4,5 % pour atteindre 129,2 tonnes ou 4,577 millions d'onces. Sur ce total, les gros producteurs en produisent environ les deux tiers, soit 84,7 tonnes ; cette proportion est en outre en augmentation.
Les exportations d'or ghanéennes constituent en 2019 environ dix pour cent du PIB, soit 6,7 milliards de dollars. À cette date, les exportations se répartissent ainsi :
| Pays                | Part des exportations (2019) |
| ------------------- | ---------------------------- |
| Inde                | 45 %                         |
| Suisse              | 33 %                         |
| Émirats arabes unis | 11 %                         |
| Afrique du Sud      | 33 %.                        |

Les principales entreprises d'exploitation de l'or sont Newmont, sur les mines d'Ahafo et d’Akyem ; Gold Fields à Tarkwa ; AngloGold Ashanti à Iduapriem et Obuasi; Asanko Gold Mines à Nkran et Esaase ; Kinross à Chirano ; Golden Star à Wassa et Prestea ; Perseus à Edikan ; Goldstone à Akrokeri (75 000 oz/an) ; enfin Cardinal Ressources à Namdini, en cours de développement.

## Aspects sociaux et écologiques

### Indemnisation des agriculteurs
L'implantation de mines d'or nécessite l'expropriation des occupants précédents, généralement agriculteurs. L'indemnisation de ces derniers est souvent effectuée à leur détriment, faute d'un accès suffisant pou eux aux taux officiels. Ainsi, l'exploitant de la mine de Chirano propose de 2004 à 2006 une indemnisation de 2,5 cedi par cacaoyer mature coupé, les paysans apprenant par la suite que le taux officiel est de 5,22 cedi par arbre. Une action en justice amène un règlement à l'amiable en mai 2012, mais la compagnie minière tarde à payer et une nouvelle action est nécessaire en 2013. En 2015, une partie des plaignants est dédommagée, mais d'autres attendent encore.

### Orpaillage illégal
La pratique de l'orpaillage illégale est connue au Ghana sous le nom de « Galamsey ». Fin 2018, un million de travailleurs ghanéens pratiquent cette activité, qui fait vivre quatre millions et demi de personnes. Une grande majorité de ces travailleurs vivent sous le seuil de pauvreté, et le manque à gagner pour l'État se chiffre en milliards de dollars. Malgré une loi datant de 1989 et censée réglementer les petites exploitations d'orpaillage, et les sanctions assez lourdes, seulement 15 % des mineurs sont enregistrés. En 2013, les sanctions se traduisent par exemple par la fermeture et l'incendie de nombreuses concessions de petite taille, ainsi que par l'expulsion de cinq mille travailleurs chinois. Cette expulsion provoque des tensions avec l'investisseur chinois les ayant fait venir, qui assure que ces travailleurs sont en règle, alors que le gouvernement ghanéen affirme le contraire,.

### Pollution

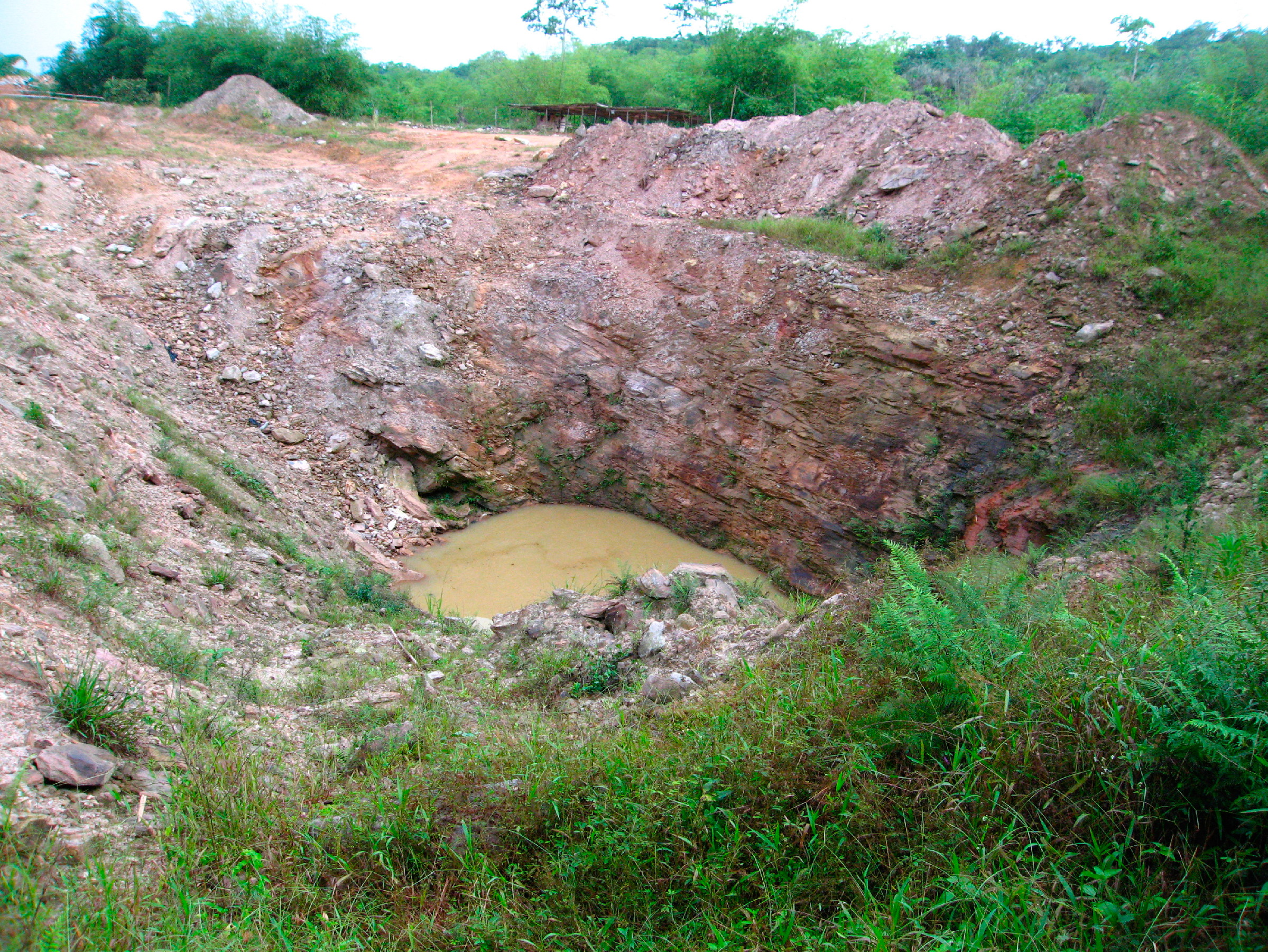
Un forage de la, lieu de rupture du barrage en 2001.

En 2001, plusieurs villages du district de Wassa Amenfi West (en) sont pollués par un déversement de plusieurs milliers de mètres cubes d'eaux usées minières contenant en particulier du cyanure et des métaux lourds. Ce déversement dans la rivière Asuman est causé par la rupture d'un barrage appartenant à la société minière sud-africaine Gold Fields, dans la mine de Tarkwa (en). Toute la faune de la rivière est touchée, plusieurs villages situés en aval sont intégralement dépendant de la rivière pour leur eau potable et des craintes sont exprimées que cette pollution mette des décennies à se résorber. La société reconnaît sa responsabilité et invite les habitants à ne pas boire l'eau des rivières ni pêcher les poissons ; pour autant, Richard Graeme, directeur général de Gold Fields, affirme que la mort de la faune n'est pas due au cyanure mais au chlore épandu dans l'eau pour neutraliser la toxicité du cyanure.
Un autre déversement provenant de la même mine de Tarkwa est suspecté en 2003, à partir d'un forage réalisé en octobre 2002.
La mine d'Obuasi, ouverte dès 1897, ferme en 2016 faute de rentabilité. Son exploitant, l'AngloGold Ashanti, est déclarée en 2011 « entreprise la plus irresponsable du monde » par le Public Eye Awards. Elle est notamment accusée de pollution de l'eau, des sols et d'insécurité alimentaire, mais aussi de torture sur les orpailleurs illégaux, certains actes ayant entraîné la mort des victimes,.
De manière plus générale, l'orpaillage cause notamment une utilisation non durable et illégale des terres, la déforestation, la perte de biodiversité, l’accélération de l’érosion, la pollution de l’eau et de l’air.

## Mesures gouvernementales
En 2013, le Ghana est signataire de la convention de Minamata afin de réduire sa pollution au mercure.
Le 15 février 2022, Nana Akufo-Addo, jusqu'alors critiqué pour son inaction face à la question de l'orpaillage clandestin, lance un projet soutenu par la Banque mondiale et doté d'un budget de plus de cent millions de dollars afin de restaurer ses paysages dégradés et d'assainir le secteur de la prospection aurifère.
En avril 2021, deux cents soldats de l'armée ghanéenne sont déployés à proximité des lacs et cours d'eau, avec pour but notamment de lutter contre la pollution due aux procédés de séparation. Le nouveau projet de 2022 prévoit notamment le déploiement de deux cents gardes fluviaux, mais également des mesures incitatives, notamment une campagne d'achat d'or par la Banque du Ghana, une mesure inédite jusqu'en juin 2021. Par ailleurs, de nouveaux outils techniques sont proposés aux mineurs entrant dans le dispositif, permettant en particulier d'éviter les rejets de polluants dans la nature. Un programme récompensant les comportements vertueux est également mis en place.
Le 25 octobre 2021, le programme national d’emplois et de moyens de subsistance alternatifs (en anglais National Alternative Employment and Livelihood Programme ou NAELP) est lancé. Il a pour but d'assainir le secteur de l’exploitation minière à petite échelle, tout en remédiant aux effets pervers de cet assainissement en proposant des solutions alternatives aux travailleurs, visant à terme la création de 220 000 emplois directs et indirects. Il se décline en six modules. L'un d'entre eux est ainsi consacré à la remise en l’état des terres et au reboisement,.